# Ковалево-Ґури
Ковалево-Ґури (пол. Kowalewo-Góry) — село в Польщі, у гміні Слупца Слупецького повіту Великопольського воєводства.
Населення — 80 осіб (2011).
У 1975-1998 роках село належало до Конінського воєводства.

## Демографія
Демографічна структура станом на 31 березня 2011 року:
|          | Загалом | Допрацездатний вік | Працездатний вік | Постпрацездатний вік |
| -------- | ------- | ------------------ | ---------------- | -------------------- |
| Чоловіки | 40      | 10                 | 26               | 4                    |
| Жінки    | 40      | 10                 | 20               | 10                   |
| Разом    | 80      | 20                 | 46               | 14                   |